# コーネリアス・ボサ・エドワーズ
コーネリアス・ボサ・エドワーズ（Cornelius Boza-Edwards、男性、1956年5月27日 - ）は、ウガンダのプロボクサー。カンパラ出身。身長175cm。元WBC世界スーパーフェザー級王者。

## 来歴
1976年12月13日、イギリスでプロデビュー。
1980年8月9日、WBC世界スーパーフェザー級王者アレクシス・アルゲリョとノンタイトルマッチで対戦し、8回KO負け。
1981年3月9日、32戦目でWBC世界スーパーフェザー級王者ラファエル・リモンに挑戦し、15回判定勝ちで世界王座を獲得した。
1981年5月30日、防衛戦でボビー・チャコンと対戦し、13回KO勝ちで初防衛に成功した。
1981年8月29日、2度目の防衛戦でローランド・ナバレッテと対戦し、5回KO負けで王座から陥落した。
1983年5月15日、WBC世界スーパーフェザー級王者となったボビー・チャコンと2年ぶりに再戦し、15回判定負けで王座返り咲きならず。
1986年9月26日、1階級上のWBC世界ライト級王者ヘクター・カマチョに挑戦し、12回判定負けで2階級制覇のチャンスを逃した。
1987年10月10日、WBC世界ライト級王者ホセ・ルイス・ラミレスに挑戦し、5回TKO負けで2度目の2階級制覇のチャンスを逃し、この試合を最後に引退した。

## 獲得タイトル
- 第11代WBC世界スーパーフェザー級王座（防衛1度）